# Пшеничников, Александр Александрович
Александр Александрович Пшеничников (13 сентября 1984 года, Городец, Горьковская область, СССР) — российский футболист, защитник.

## Карьера
Начинал свою карьеру в любительских командах. В 2006 году выступал в литовской «Ветре», в составе которой становился призёром чемпионата Литвы.
В 2007 году вернулся в Россию. В течение 9 лет выступал за клубы разных зон Второго дивизиона: «Зенит» (Пенза), ФК «Луховицы», «Рязань», «Звезда» (Рязань), «Волга» (Тверь), «Смена» (Комсомольск-на-Амуре), «Знамя Труда» (Орехово-Зуево). В последнее время играл за любительскую команду «Одинцово».

## Достижения
- Бронзовый призёр Чемпионата Литвы (1): 2006.